# Абайска степ
Аба̀йската степ (на руски: Абайская степь) е междупланинска котловина в югозападната част на Република Алтай.
Намира се в централната част на планината Алтай, разположена между хребета Холзун на юг и югозапад и Теректинския хребет на север и североизток на височина около 1100 m. Дължина от северозапад на югоизток 25 km, ширина 6 – 9 km. Отводнява се от река Кокса (ляв приток на Катун, лява съставяща на Об) и нейните притоци Абай и Аксас. Покрита е със степна растителност, а северозападните и западни части са заети от низинно блато. По-голямата част от нея се използва за земеделие. Населени места: селата Абай, Амур и Талда. по цялото ѝ протежение преминава шосе Р373 от Уст Кан за Уст Кокса.